# ヌクラエラエ環礁
ヌクラエラエ環礁（ヌクラエラエかんしょう、Nukulaelae）は、ツバルに6つある主要な環礁のひとつ。2017年の国勢調査時点で300人が暮らす。楕円の形をしており、少なくとも15の小島で構成される。グアノ島法に基づき1800年代からツバル領と認める1983年までアメリカ合衆国が領有権を主張していた。ヌクラエラエ保全地域は、ラグーンの東端をカバーしていて、2010年には保護区内の海洋生物のベースライン調査が行われた。

## 教育
ヌクラエラエ環礁には唯一の小学校であるファイキムア小学校がある。

## 国名
ヌクラエラエ環礁の’’ヌクラエラエ’’の部分は、ツバル語で「砂の土地」を意味している 。

## 歴史
ヌクラエラエ環礁はある白人男性が最初にこの島を発見したところから始まる。しかし、その白人男性は環礁に木が無かったため定住しなかった。その後、ヴァイツプ環礁に住んでいたヴァロアという人物が漁に出た時にヌクラエラエ環礁を発見したという伝説が残っています。彼は一旦ヴァイツプ環礁に戻り、ココナッツの木の種を持ってきて、ヌクラエラエ環礁にそのココナッツの木の種を植え、やがて家族と共に定住しました。トゥムイロト島にはファガファレという名のマラエがあり、祖先の霊を敬う宗教的な権利が試されていた。ニウオコ島には、テ・ファレアトゥア (ツバル語で神々の家) と呼ばれる場所に大きな石があります。
1821年、ナンタケットの捕鯨船independenceⅡ号のジョージ・バレット船長がヌクラエラエ環礁を訪れ、この環礁を「ミッチェズ・グループ」と名付けた。
1861年、クック諸島のマニヒキ環礁にある会衆派教会の助祭エレカナが嵐に巻き込まれ、8週間漂流した後に、1861年5月10日にヌクラエラエ環礁に上陸したのがツバルに初めてキリスト教が伝わったきっかけです。
1861年のヌクラエラエ環礁の人口は300人と推定されています。1862年から1863年の1年弱の間、ブラックバーディングを行うペルーの貿易船が、チンチャ諸島のグアノ鉱床を採掘する労働者など、ペルーの極度の労働者不足を補うために、ヌクラエラエ環礁などの島々に労働者を求めてやってきていた。島民の中には自発的に労働者になる者もいたが、貿易船達はキリスト教の宣教師になりすますなどをして、島民を船に誘い込んだことで悪名高く、それにより約200人の島民が連れ去られた。1863年直後には、1861年にヌクラエラエ環礁に住んでいたと記録された300人のうち100人以下になっていた。
1865年、ドイツ企業J.C.ゴデフロイ＆ゾーンの代理人である貿易船長が、ニウオコ島を25年間賃貸することになり、たくさんのドイツ人が島に移住してきた。島民とドイツ人は、その条件や労働者の輸入などをめぐって長年にわたって論争を繰り広げたが、ドイツ人は1890年に契約が切れるまで居座り続けた。
1896年、イギリスの船HMS penguinはヌクラエラエ環礁で2日間、環礁の科学調査を行った。
1923年頃、ヌクラエラエ郵便局が開局した。
19世紀から1983年にツバルに領有権が譲渡されるまで、グアノ島法に基づきアメリカ合衆国が領有権を主張していた環礁である。

## 選挙区
ヌクラエラエ環礁には、国会の全8選挙区のうちのひとつが割り振られている。定数はほかの選挙区と同じ2。直近の2024年の総選挙では、現職のシーブ・パエニウとナモリキ・スアリキのほかの立候補の届け出がなかったため、この2名が無投票で再選された。